# Genea kędzierzawa
Genea kędzierzawa (Genea hispidula Berk. ex Tul. & C. Tul.) – gatunek grzybów z rodziny Pyronemataceae.

## Systematyka i nazewnictwo
Pozycja w klasyfikacji według Index Fungorum: Genea, Pyronemataceae, Pezizales, Pezizomycetidae, Pezizomycetes, Pezizomycotina, Ascomycota, Fungi.
Gatunek ten opisali w 1851 r. Louis René Tulasne i Charles Tulasne na podstawie wymienionego przez Milesa Josepha Berkeleya gatunku Genea papillosa.
Synonimy:
- Genea hispidula var. edfischeri G. Gross 1996
- Genea hispidula var. hawkerae G. Gross 1996
- Genea papillosa var. hispidula (Berk. ex Tul. & C. Tul.) Quél. 1886[2].

Polską nazwę podaje M.A. Chmiel w 2006 r.

## Morfologia
Owocniki o średnicy 0,5–1 (1,5) cm, przeważnie bulwiaste, czarkowate, czasami kuliste, otwierające się podłużnym otworem na górze. Powierzchnia orzechowobrązowa, pokryta plamami o barwie od ciemnobrązowej do szarej i delikatnymi, brązowymi włoskami na zewnątrz. Perydium o grubości około 1 mm, na przekroju poprzecznym brudno żółtawobiałe do różowego. Hymenium pokrywa wewnętrzną ścianę owocnika. Zapach przyjemny.
Zarodniki brązowoczarne (24–35 × 20–25 μm), stożkowate z drobnymi brodawkami, elipsoidalne, zaokrąglone na wierzchołku. Worki 250–00 × 22–28 μm, ośmiozarodnikowe, często zwężające się. Parafizy cylindryczne, szerokości 3–5 μm. Włoski na egzoperydium o długości 100–200 μm i średnicy 10–20 μm.

## Występowanie i siedlisko
Znane jest występowanie Genea hispidula w Ameryce Północnej, Europie i Azji. Najwięcej stanowisk podano w Europie. Gatunek rzadki. M.A. Chmiel w 2006 r. przytacza 4 stanowiska w Polsce, w 2020 podano następne w Pieninach.
Grzyb podziemny. Występuje pod drzewami liściastymi (dąb, buk, kasztanowiec), bardzo rzadko pod świerkami, na glebach piaszczystych, częściej w rejonie śródziemnomorskim. Owocniki tworzy od wiosny do jesieni.